# Arcis-sur-Aube
Arcis-sur-Aube é uma comuna francesa na região administrativa de Grande Leste, no departamento de Aube. Estende-se por uma área de 9,49 km². Em 2010 a comuna tinha 2 923 habitantes (densidade: 308 hab./km²).